# Sheret

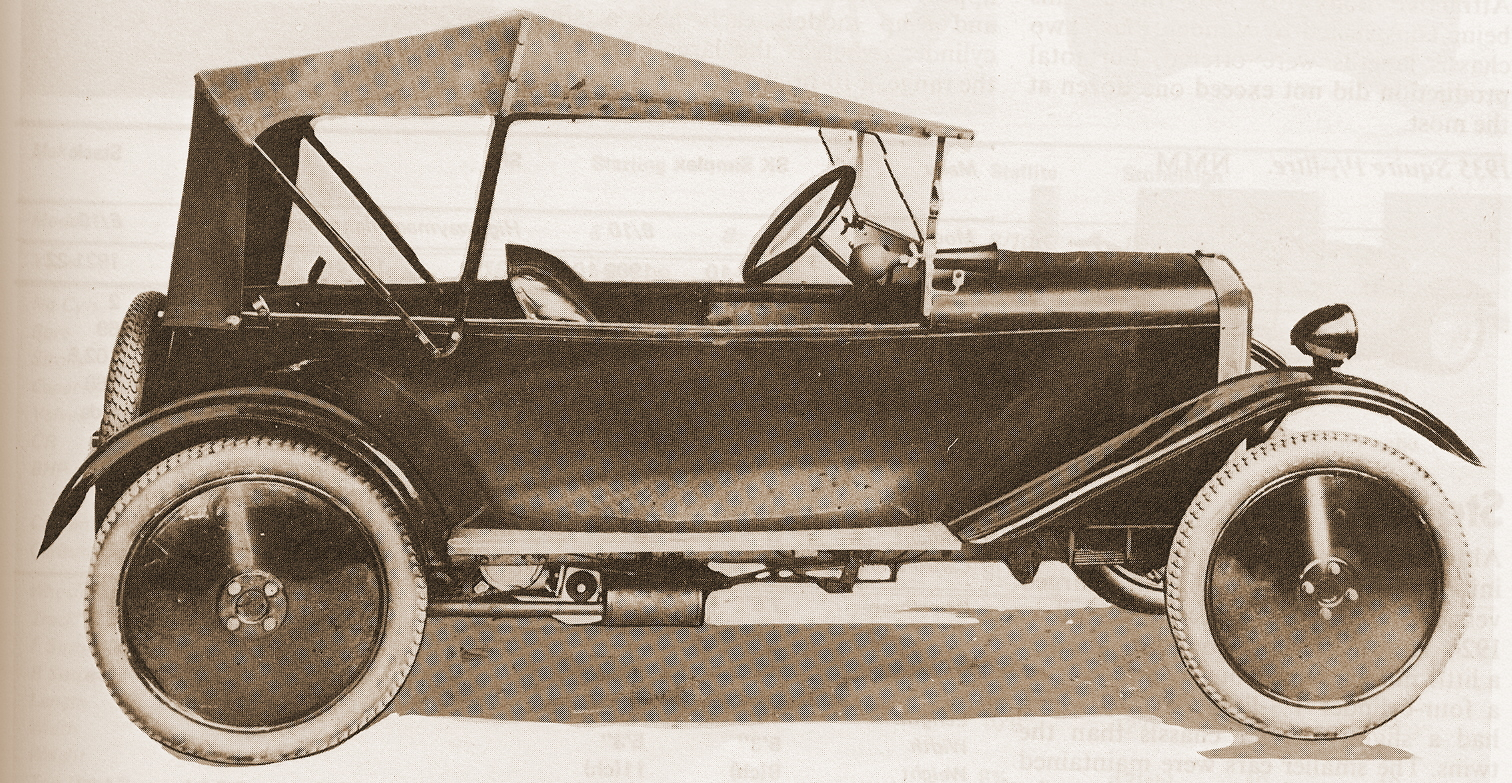
Sheret 7–8 hp (1924)

Sheret war eine britische Automobilmarke, die von 1924 bis 1925 von  der Arnott &  Harrison Ltd. in Willesden (London) hergestellt wurde. Die Carden Engineering Co. Ltd. in Teddington (London) hatte den Wagen entwickelt.
Es gab nur ein Modell, den 7-8 hp mit Zweizylinder-Zweitaktmotor, der einen Hubraum von 0,7 l besaß. Das Leichtfahrzeug hatte einen Radstand von 2286 mm und eine Spurweite von 1016 mm. Der Aufbau war 3200 mm lang. Der Tourenwagenaufbau bot drei Sitzplätze.

## Modelle
| Modell | Bauzeitraum | Zylinder | Hubraum | Radstand |
| ------ | ----------- | -------- | ------- | -------- |
| 7–8 hp | 1924–1925   | 2 Reihe  | 707 cm³ | 2286 mm  |

## Quelle
- David Culshaw, Peter Horrobin: The Complete Catalogue of British Cars 1895–1975. Veloce Publishing plc. Dorchester (1999). ISBN 1-874105-93-6